# آبي تومسون
آبي تومسون (بالإنجليزية: Abe Thompson) (12 يناير 1982 بتوسان في الولايات المتحدة - ) هو لاعب كرة قدم أمريكي في مركز الهجوم. شارك مع منتخب الولايات المتحدة تحت 17 سنة لكرة القدم. أما مع النوادي، فقد لعب مع سبورتينغ كانساس سيتي ونادي دالاس وهيوستن دينامو وكولورادو رابيدز يو-23 ‏ وChesapeake Dragons ‏ وFort Lauderdale Strikers (2006–2016) ‏.

## وصلات خارجية
- آبي تومسون على موقع الاتحاد الدولي (مؤرشف)  (الإنجليزية)
- آبي تومسون على موقع الدوري الأمريكي (الإنجليزية)
- آبي تومسون على موقع قاعدة بيانات كرة القدم.إي يو (الإنجليزية)